# World Book Encyclopedia
 (janvier 2020).

Logo de la World Book Encyclopedia.

La World Book Encyclopedia (WBE) est une encyclopédie imprimée américaine. Elle couvre les principaux domaines de connaissances de manière uniforme, mais elle montre une force particulière dans les matières scientifiques, techniques et médicales.

## Histoire

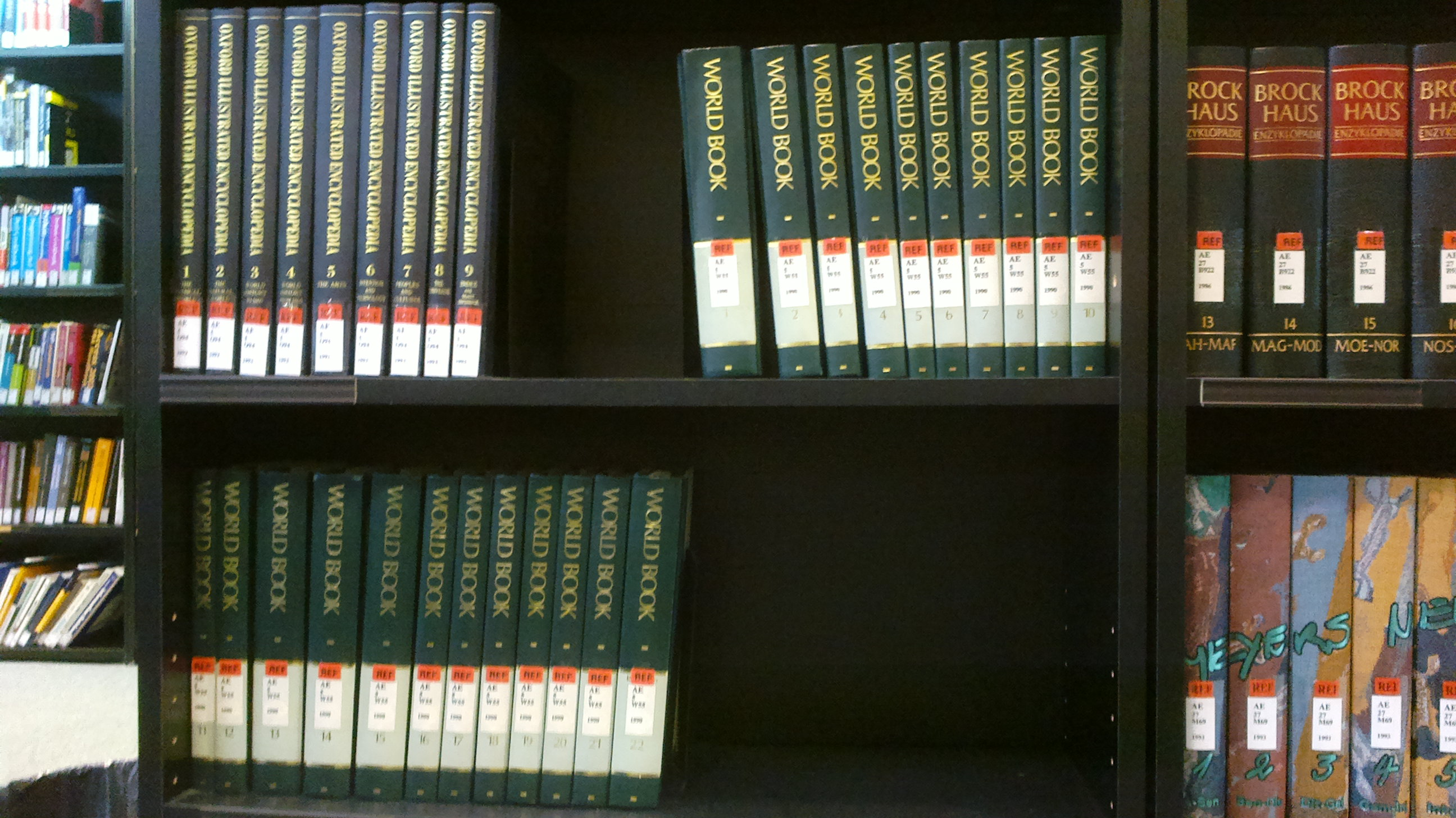
Volumes de l'édition papier de 1990.

Dirigée depuis Chicago, la première édition de 1917 comprenait huit volumes. Les nouvelles éditions ont paru depuis chaque année, sauf en 1920, 1924 et 1932, avec des révisions majeures en 1929 (13 volumes), 1947 (19 volumes), 1960 (20 volumes) et 1988 (nouvelle police de caractères et conception des pages différentes).
World Book Encyclopedia appartient aujourd'hui à l'entreprise Berkshire Hathaway.
La mission de la société éditrice est « de cultiver les apprenants tout au long de la vie, parce que les explorateurs d'aujourd'hui sont les meneurs de demain ».

### Citations originales
1. ↑  (en) « to cultivate lifelong learners—because today’s explorers are tomorrow’s leaders »